# Operation Hastings
Schlacht um Tua Hai (1960) – Schlacht um Ap Bac (1963) – Schlacht von Nam Dong (1964) – Tonkin-Zwischenfall (1964) – Operation Flaming Dart (1965) – Operation Rolling Thunder (1965–68) – Schlacht von Dong Xoai (1965) – Schlacht im Ia-Drang-Tal (1965) – Operation Crimp (1966) – Operation Hastings (1966) – Schlacht von Long Tan (1966) – Operation Attleboro (1966) – Operation Cedar Falls (1967) – Schlacht um Hügel 881 (1967) – Schlacht bei Dak To (1967) – Schlacht um Khe Sanh (1968) – Tet-Offensive (1968) – Schlacht um Huế (1968) – Operation Speedy Express (1968/69) – Operation Dewey Canyon (1969) – Schlacht am Hamburger Hill (1969) – Operation Menu (1969/70) – Operation Lam Son 719 (1971) – Schlacht um FSB Mary Ann (1971) – Schlacht um Quảng Trị (1972) – Operation Linebacker (1972) – Operation Linebacker II (1972) – Schlacht von Xuan Loc (1975) – Operation Frequent Wind (1975)
Operation Hastings  und die Nachfolgeoperation Operation Prairie sind militärische Operationen des US Marine Corps gegen nordvietnamesische Verbände vom 7. Juli bis 25. Juli 1966 in der Provinz Quảng Trị während des Vietnamkriegs.

## Vorgeschichte

Entwicklung in Indochina 1964 bis 1967

Im Mai 1966 begannen kleinere nordvietnamesische Einheiten, durch die Entmilitarisierte Zone (EMZ) in die südvietnamesische Provinz Quảng Trị einzusickern. Sie sollten das Eindringen der Division 324 B der Nordvietnamesischen Volksarmee (NVA) nach Südvietnam vorbereiten. Dieses erstmalige großangelegte Eingreifen regulärer nordvietnamesischer Truppen in Südvietnam sollte ein deutliches politisches Zeichen setzen. Mit der Einnahme der Quảng Trị-Provinz hoffte General Võ Nguyên Giáp, eine schnelle Entscheidung im Vietnamkrieg herbeiführen zu können.
Über das durchlässige Grenzgebiet der EMZ infiltrierte die ca. 10.000 Mann starke 324. NVA B-Division unter General Nguyen Vang Ende Mai erfolgreich nach Südvietnam und setzte sich in den dicht bewaldeten und schwer zugänglichen Hügelketten südlich der Grenze durch den Bau von Infanteriestellungen fest. Die 324. NVA B-Division sickerte vollständig nach Südvietnam ein, die 342. NVA-Division sollte ihr später folgen, um die Stellungen der Marines um Đà Nẵng anzugreifen.
Die amerikanische Luftaufklärung stellte im Juni die nordvietnamesische Truppenpräsenz südlich der EMZ fest. Daraufhin eingesetzte Fernspäher vermeldeten starke Feindaktivität im Gebiet südlich der EMZ. Auf Infrarotbildern waren zahlreiche Feuer und Biwaks zu erkennen.

## Operation Hastings

### Anlaufphase

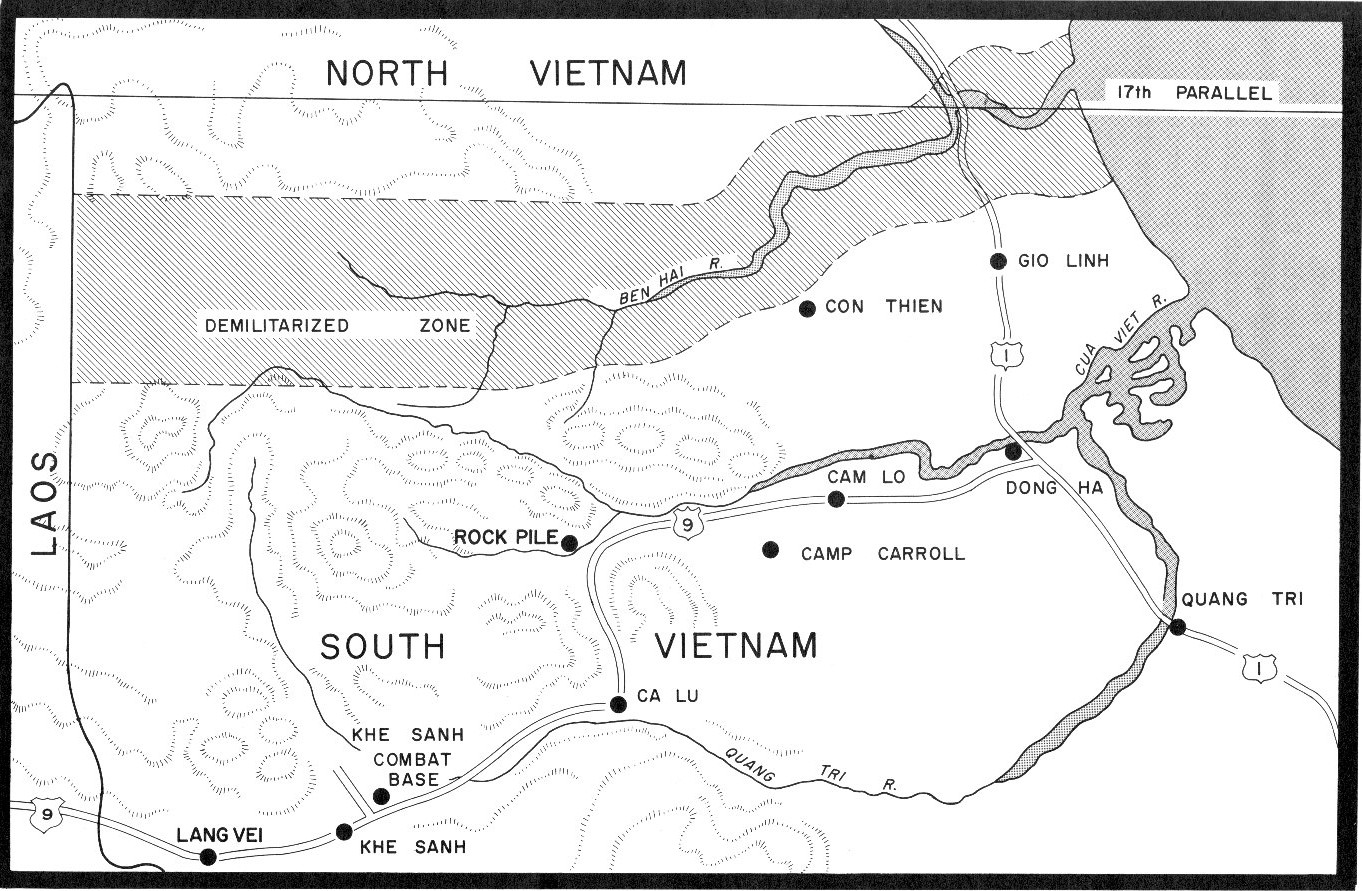
Karte des Gebiets südlich der EMZ

Infolge der starken Bedrohung durch die NVA-Verbände beschloss der Kommandeur der US-Truppen in der I Corps Tactical Zone, General Lewis William Walt, am 7. Juli 1966, die ihm unterstellten Verbände der US-Marineinfanterie sowie Truppen der Südvietnamesischen Armee (ARVN) bei Cam Lo südlich der Entmilitarisierten Zone zusammenzuziehen. Die Besetzung der Region um Cam Lo in der nördlichen Quảng Trị-Provinz wird als Operation Hastings, als Search-and-Destroy-Mission gegen feindliche Kräfte aus Nordvietnam gekennzeichnet. In dieser bis dahin größten Operation des Marine Corps im Vietnamkrieg sollte die NVA-Division 324 B aus ihren Stellungen gedrängt und über die Grenze zurückgeworfen werden.
Brigadegeneral Lowell E. English erhielt den Befehl, die Landungszonen für das Nachrücken der US-Marineinfanterie und ARVN-Verbände zu sichern. Insgesamt wurden sieben US-Marineinfanteriebataillone (8.500 Mann) und fünf Infanterie- und Fallschirmjägerbataillone der ARVN (3.000 Mann) eingesetzt.

### Gelände
Die 324. NVA B-Division hatte die Grenze am Ben Hat Fluss zu Südvietnam Ende Mai überschritten und grub Igelstellungen, Riegel- und Bunkersysteme um die Hügel „Rockpile“ und „Razorback“ in den Dschungel. Das Gelände war für den gegnerischen Bodenangriff durch dichten Bewuchs von Elefantengras und tropischem Bergwald nur sehr schwer zugänglich. Die dichte Baumdecke machte die Luftangriffe und Bombardierungen von NVA-Stellungen durch B-52-Bomber weitgehend unwirksam, so dass der Feind nur durch eine Bodenoffensive besiegt werden konnte. Nach Osten verliefen die Berge in Hügelgelände und Sanddünen an der Küste.
Der felsige „Rockpile“ bot einen Überblick über den Cam-Lo-Fluss und die Ebenen im Norden. Zwei Ausläufer des Ho-Chi-Minh-Pfads führten zum "Rockpile". Der dichte Bergwald verzögerte das Vorrücken der US-Marineinfanteristen und verbarg die gut getarnten und geschickt angelegten NVA-Stellungen. Luftschläge und Napalmeinsätze sollten die Stellungen freilegen, nahmen damit aber gleichzeitig den Marines die natürliche Deckung in ihrer Vorwärtsbewegung.

### Gefechte um den Razorback

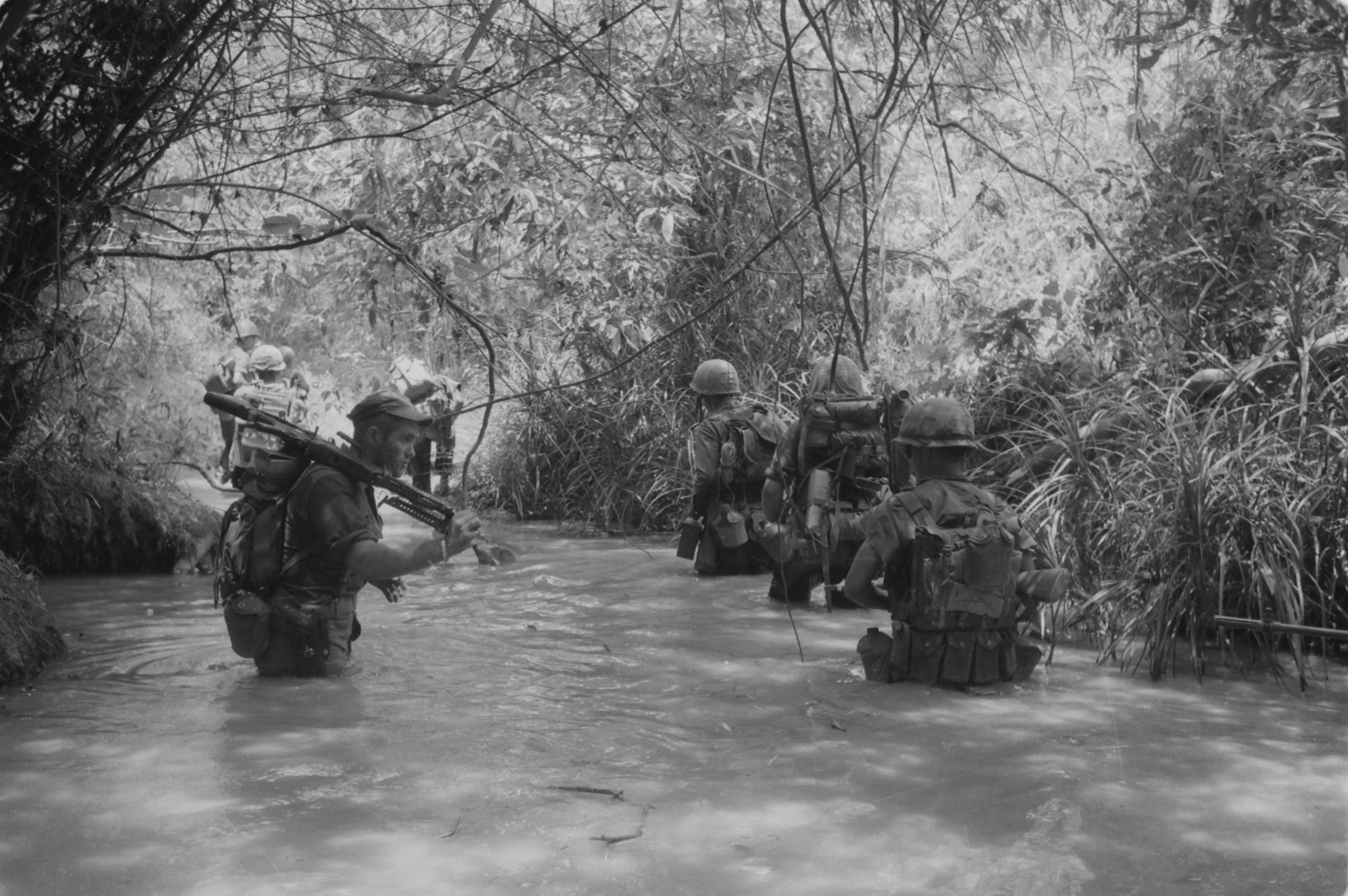
US-Marines während Operation Hastings

Am 15. Juli wurden die Truppen im „Helicopter Valley“ abgesetzt, die erste Welle konnte unbehelligt landen, die zweite geriet unter Scharfschützenfeuer und bei der dritten kollidierten mehrere Hubschrauber miteinander und die ersten Marines starben. Dadurch wurde der Zeitplan stark behindert und die Operationsziele konnten nicht eingehalten werden. Starke Tropenhitze, Feuchtigkeit und anfängliche Orientierungslosigkeit machten den Marines stark zu schaffen.
Ausgangsbasis für den Aufmarsch der US-Soldaten diente das „Camp Carrol“, in welchem auch ein Feuerstützpunkt der Feldartillerie eingerichtet wurde.
Das 2. und 3. Bataillon des 4. Marineinfanterieregiments (3. US-Marineinfanteriedivision) hatten in ihrer Absetzzone, dem  Song-Ngan-Tal, die stärkste Feindberührungen und erlitten die höchsten Verluste. Das anfängliche Feuergefecht entwickelt sich zur bis dahin härtesten Schlacht im Vietnamkrieg, welche 10 Tage andauerte. Das 3. Bataillon (3/4) wurde hinter den feindlichen Linien abgeschnitten und geriet in mehrtägiges Mörserfeuer, unterstützt durch nächtliche Infanterieangriffe.
Am 18. Juli 1966 kamen zwei Platoons der K-Kompanie der 3/4 Marines unter schweres Feuer eines 1.000-köpfigen NVA-Verbandes. Die Nähe zum Feind führte zu schweren Verlusten auf beiden Seiten. Dennoch gelang es durch Artilleriefeuer und Luftschlägen die „Ledernacken“ aus dem Zangenangriff herauszulösen. Dabei hatten die Marines 60 Opfer zu beklagen. Später erhielten Captain Robert J. Modrezejewdki und Staff Sergeant John J. McGinty die höchste amerikanische Tapferkeitsmedaille Medal of Honor.
Das 3. Bataillon der 5. Marines geriet in einen Hinterhalt der NVA und konnte aufgrund des starken Feindfeuers nur kleine Schützenlöcher graben, in denen viele Verletzte und wenige Unverletzte im Nahkampf von der nordvietnamesischen Armee überrannt wurden. Nur massive Luftschläge verhinderten ihre vollständige Vernichtung.
Am 16. Juli befahl General English die Einnahme des strategisch wichtigen Hügels „Rockpile“, um Artilleriebeobachter dort abzusetzen. „Rockpile“ wurde in einem Kommandounternehmen genommen.
Am Ende des Monats Juli begannen die Nordvietnamesen ihren Rückzug. Die sie verfolgenden Marines nahmen ein Basislager ein, in dem große Mengen Munition, Reisvorräte und ein 100-Betten Feldlazarett entdeckt wurden. Die Operation Hastings wurde erst am 3. August 1966 mit einem Teilerfolg beendet.

### Ende
Nach Ende der Operation mussten sechs der sieben Bataillone neu ausgerüstet und verstärkt werden, die Operation wurde vom US-Oberkommando insgesamt als Erfolg gewertet. Es gelang, der 324. NVA B-Division schwere Verluste zuzufügen und sie zurück nach Nordvietnam zu drängen. 882 Nordvietnamesen fielen im Kampf, 17 wurden gefangen genommen, über 200 Schnellfeuergewehre konnten sichergestellt werden. General Walt beschrieb die Soldaten der 324. NVA B-Division als sehr gut ausgebildet, gut ausgerüstet und aggressiv an der Schwelle zum Fanatismus. 126 Marines wurden bei der Operation Hastings getötet und 448 schwer verletzt. Da das Gebiet nicht befriedet werden konnte und die permanente Bedrohung durch die nordvietnamesische Armee blieb, gab es eine Reihe von nachfolgenden Militäroperationen.

## Operation Prairie
Im Anschluss an die Operation Hastings lief am 3. August 1966 die Operation Prairie an.
Das 4. US-Marineinfanterieregiment bekam Feindberührung mit liegengebliebenen Kräften der 324. NVA B-Division, die in der Operation Hastings nicht aufgerieben werden konnten und in ihren Bunkerstellungen die Luftschläge überlebten.
Die Gefechte spielten sich am Nui-Cay-Tre-Höhenzug ("Mutter's Ridge"), dem "Razorback" und dem "Rockpile" ab. Am 27. August 1966 übergab Oberst Alexander D. Cereghino, Kommandeur der 4. Marines den Marschbefehl an Oberstleutnant John J. Roothoff und das neu angekommene 2. Bataillon der 7. Marines mit dem Ziel den "Razorback" zu nehmen.
Der härteste Kampf in der Operation Prairie entwickelte sich Mitte September 1966 gegen die befestigten Stellungen der 324. NVA B-Division an "Mutter’s Ridge". Die Bezeichnung "Mutter’s Ridge" am Nui-Cay-Tre-Höhenzug rührte vom Funkzeichen des 3. Bataillons der 4. US-Marines. Die Marines begannen in der Nacht zum 22. September 1966 mit einer aggressiven Feindaufklärung gegen die noch nicht lokalisierten NVA-Soldaten. In den Morgenstunden des 23. September 1966 erreichten die US-Marines den Hang des Hügels 400 und fanden große Mengen von Munition und die Leichen gefallener Nordvietnamesen in hastig ausgegrabenen Gräbern. Die K-Kompanie kam schnell unter Feindfeuer und wurde von Scharfschützen aus den Bäumen am Boden gehalten. Erst am späten Nachmittag konnte der Hügel genommen werden.
Der Widerstand der NVA am Hügel 484 war um einiges stärker, ein Frontalangriff wurde am 4. Oktober 1966 durch Granatfeuer der NVA abgeschlagen.
Um den "Rockpile" entwickelten sich eine Reihe von Gefechten, wobei die F- und G-Kompanie die größten Verluste erlitten. Die 4. Marines zogen sich ins Basislager Camp Carroll zurück und wurden durch das 2. Bataillon des 7. Marineinfanterieregiments ersetzt, welches im Nui-Cay-Tre-Höhenzug patrouillierte und ständig von der NVA angegriffen wurde.
Starke Monsunregenfälle behinderten die Bodenoffensive der US-Truppen und zwangen dazu, die eroberten Hügel wieder aufzugeben. Nur der "Razorback" konnte erfolgreich gehalten werden und die NVA musste die Eroberung der Quang-Tri-Provinz auf das nächste Jahr verschieben. Bei der Operation Prairie wurden zwischen 1.200 und 2.000 NVA-Soldaten getötet und über 200 US-Marines verloren bei den Kämpfen ihr Leben. Die NVA gab ihre massiven Angriffe auf und verlegte sich wie der Vietcong auf eine Guerillataktik.

### Ende
Nach den Gefechten am 24. September 1966 war die Beteiligung der 7. Marines an der Operation beendet. Die G-Kompanie barg die Gefallenen in den zerbombten und ausgebrannten Bergwäldern und suchte nach Vermissten, dabei wurde sie ständig von NVA-Scharfschützen angegriffen. Die Marines zogen sich vollständig vom Rockpile-Razorback-Komplex nach Đông Hà zurück.
Oberstleutnant John J. Hess und das neu angekommene 2. Bataillon/9. US-Marines ersetzten die stark dezimierten Kompanien von Colonel Rootloff, die in Chu Lai neu aufgestellt wurden. Die Marines stellten die Patrouillentätigkeit vorerst ein und zogen sich ins Camp Carroll zurück. Erst im Oktober 1966 wurde die Operation Prairie neu aufgenommen, dabei wurden 1.000 Nordvietnamesen aus der 341. NVA-Division, welche die 324. NVA B-Division ablöste, getötet.
Von 1966 bis 1968 wurde die Verteidigung der Grenze von den US-Marines kontinuierlich ausgebaut und eine großflächige Invasion durch nordvietnamesische Infanterie-Einheiten verhindert. Im Zuge der Tet-Offensive kam es hier Anfang 1968 zu erneuten schweren Kämpfen (Schlacht um Khe Sanh). Die erbitterten und blutigen Kämpfe südlich der EMZ werden von zahlreichen Veteranenverbänden der US-Marines bis heute glorifiziert.